# Richard Stallman
« Stallman » redirige ici. Pour les autres significations, voir Stallman (homonymie).
Richard Matthew Stallman, né le 16 mars 1953 à Manhattan, connu aussi sous les initiales rms (en minuscules), est un programmeur et militant du logiciel libre. Initiateur du mouvement du logiciel libre, il lance, en 1983, le projet GNU et la licence publique générale GNU connue aussi sous le sigle GPL. Il a popularisé le terme anglais « copyleft ». Programmeur renommé de la communauté informatique américaine et internationale, il a développé de nombreux logiciels dont les plus connus des développeurs sont l’éditeur de texte GNU Emacs, le compilateur C de GNU (GCC), le débogueur GNU (gdb) mais aussi, en collaboration avec Roland McGrath, le moteur de production GNU Make.
Depuis le milieu des années 1990, il consacre la majeure partie de son temps à la promotion des logiciels libres auprès de divers publics un peu partout dans le monde. Depuis quelques années, il fait campagne contre les brevets logiciels et la gestion des droits numériques (DRM). Le temps qu’il alloue encore à la programmation est consacré à GNU Emacs, bien qu’il ne soit plus le mainteneur principal depuis février 2008. Il gagne sa vie en partie avec les cachets de conférencier qu’on lui donne à l’occasion ou des prix qu’on lui remet.
En 2010, un récit biographique qui relate la vie de Richard Stallman paraît en français sous le titre Richard Stallman et la révolution du logiciel libre.

## Biographie
Richard Matthew Stallman est né à Manhattan dans une famille juive le 16 mars 1953. Doté de fortes capacités en science, il participe régulièrement à des rencontres de jeunes passionnés par les sciences. Il utilisa un ordinateur pour la première fois durant ses années de lycée en 1969. L’été suivant, à la fin de ses études secondaires, il fut engagé par le centre scientifique d’IBM de New York et il s’attaqua à l’écriture de son premier programme : le préprocesseur du langage de programmation PL/I destiné aux ordinateurs IBM 360.
En 1971, alors étudiant en physique et en mathématiques à l’université Harvard où il obtint d’excellents résultats, il devient hacker au département de recherche en intelligence artificielle du Massachusetts Institute of Technology (MIT) pendant des années. Ce milieu plaît davantage à Stallman, qui y apprécie notamment la souplesse de la politique d’accès aux ordinateurs.
En 1975, il met fin à ses études à Harvard pour se consacrer uniquement à la programmation. Il découvre au MIT l’éthique des hackers : le partage des connaissances, le refus de l’autorité et le perfectionnisme. Cependant, peu à peu, l’ambiance des débuts change et il est de plus en plus rejeté par ses pairs qui acceptent des postes dans des entreprises créant du logiciel propriétaire. Il décide de maintenir à jour les fonctionnalités de la machine Lisp qui était passée sous l’égide de deux entreprises : Symbolics et LMI. Durant des mois, seul contre des dizaines de développeurs, à partir de la documentation il parvint à s’acquitter de ce projet, exploit qui sera reconnu par ses collègues.
En 1980, Stallman et certains autres hackers du AI Lab se sont vu refuser l'accès au code source du logiciel d'une imprimante laser récemment installée, la Xerox 9700, celui-ci est uniquement disponible sous la forme d’un binaire. Stallman avait modifié le pilote de l'imprimante laser précédente du laboratoire (la XGP, Xerographic Printer) de manière qu'il envoie un message électronique à un utilisateur lorsque son travail était imprimé, et qu'il envoie des messages à tous les utilisateurs connectés en attente d'impressions si l'imprimante était bloquée. Ne pas pouvoir ajouter ces fonctionnalités à la nouvelle imprimante était un inconvénient majeur, car l'imprimante était située à un étage différent de la plupart des utilisateurs.
Cette expérience a convaincu Stallman de la nécessité pour les gens de pouvoir librement modifier le logiciel qu'ils utilisent. Il comprend que l’éthique du hacker est en train de disparaître et qu’il faut agir. C’est ce qui explique en partie la conception du projet GNU quelques mois plus tard après un message publié sur Usenet.
Le journaliste américain Sam Williams (en) lui a consacré une biographie, Free as in Freedom, que Stallman n’a jamais agréée. La communauté Framasoft lui ayant demandé son concours pour une édition en français de cette biographie, il a accepté d’en écrire la préface à condition de pouvoir annoter largement l’œuvre originale.
Il parle couramment anglais et français,, assez couramment espagnol et un peu indonésien.
En septembre 2023, pendant l'événement du quarantième anniversaire du projet GNU, Stallman a révélé qu'on lui avait diagnostiqué avec le lymphome folliculaire, une forme de cancer,.

### Emacs
L'AI Lab du MIT possédait TECO dans les années 1970, un éditeur de texte fonctionnant en arrière-plan. La modification du texte nécessitait de longues chaînes de commandes, c’est-à-dire une capacité d’abstraction assez importante de la part de l’utilisateur. En 1976, Stallman découvrit « E » au laboratoire d’intelligence artificielle de l’université Stanford, considéré comme le premier logiciel de traitement de texte WYSIWYG permettant de voir à l’écran en temps réel les modifications apportées. Il décide alors d’améliorer TECO pour lui apporter les mêmes fonctionnalités. Il implémenta des combinaisons de touche <CTRL>+<Lettre> qui exécutent des chaînes de commandes TECO. Cette amélioration permit ainsi aux hackers de sauvegarder des chaînes de commande longues et complexes et d’y faire appel avec un simple raccourci clavier.
Cette version augmentée de TECO conduisit les hackers du AI Lab à programmer une quantité énorme de macros. Cette profusion et diversité de macros personnelles commencèrent à rendre l’utilisation de TECO différente sur chaque terminal, avec des incompatibilités et un temps d’apprentissage de plus en plus long quand on changeait de terminal.
Avec Guy Steele, Richard Stallman entreprit de réorganiser toutes les commandes en un système unifié et plus universel. Le résultat fut baptisé « Emacs », acronyme pour Editing Macros. Il est toujours possible d’ajouter de nouvelles commandes, mais elles n’affectent plus le logiciel original, qui reste identique pour tous les utilisateurs. Stallman écrivit une règle dans le code source : les utilisateurs étaient libres de modifier et de redistribuer le code, à la condition de redonner en retour à la communauté les extensions qu’ils écrivaient. Il passe ainsi un contrat social avec tous les hackers qui apporteront une macro à l’édifice. En ce sens, le projet Emacs peut être considéré comme emblématique de l’esprit communautaire qui règne alors dans le AI Lab.

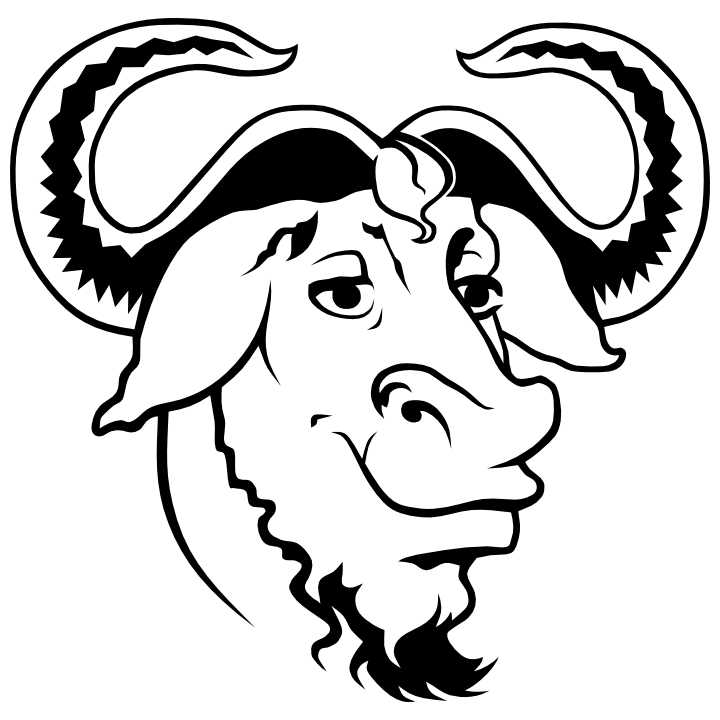
Logo GNU

### Projet GNU
Au mois de septembre 1983, Richard Stallman annonça le développement d’un système d’exploitation libre qu’il nomme « GNU » et qui a pour but d’être un équivalent libre d’Unix. L’acronyme récursif GNU signifie GNU’s Not Unix (« GNU n’est pas UNIX ») et se veut un clin d’œil humoristique à une tradition des informaticiens du MIT de nommer des projets au moyen d’acronymes récursifs (par exemple, EINE). En janvier 1984, il quitta son emploi au MIT pour se consacrer à plein temps au projet GNU. En 1985, il crée la Free Software Foundation (FSF), un organisme à but non lucratif qui permettra l’embauche de programmeurs et la mise sur pied d’une infrastructure légale pour la communauté du logiciel libre. La même année, Stallman publia le manifeste GNU dans lequel il fit connaître les motivations et les objectifs du projet et demande l’appui de la communauté informatique mondiale.
Dans les années 1980, Richard Stallman faisait partie du comité de l’IEEE chargé d’écrire les spécifications d’une nouvelle norme pour l’interfaçage des systèmes de type UNIX. Voyant que le nom proposé au début était imprononçable, il prit peur que le public se mette à nommer la norme « Unix », ce qui irait à l’encontre des intérêts du projet GNU. Il proposa de l’appeler plutôt « POSIX » et c’est ce nom que l’IEEE choisit de retenir.
Afin de s’assurer que tous les logiciels libres développés pour le système d’exploitation GNU restent libres, Richard Stallman popularisa le concept de copyleft (inventé par Don Hopkins), une astucieuse utilisation du droit d’auteur permettant d’assurer la protection légale des quatre libertés fondamentales des utilisateurs d’ordinateurs telles que définies par la FSF.
En 1989, il publia la première version de la licence publique générale GNU à laquelle Eben Moglen contribuera. Cette licence sera utilisée pour protéger la majeure partie du système GNU qui est alors très avancé, mais encore incomplet. En effet, en 1990, la plupart des éléments du système GNU sont prêts à l’exception du noyau du système. C’est à ce moment-là que la FSF commença le développement de Hurd, mais son développement se révélera beaucoup plus long que prévu (et il n’est toujours pas terminé).
La naissance du noyau Linux en 1991 (après que celui-ci eut été publié sous licence GPL) permet, en le combinant aux outils GNU, de former le système d’exploitation GNU/Linux. Il y a une controverse et une certaine confusion de nommage du système d’exploitation entre Linux, qui est en réalité le noyau du système d’exploitation, et GNU/Linux qui est le système d’exploitation. L’appellation GNU/Linux est importante pour Richard Stallman, car elle permet entre autres que ne soit pas occulté le but du projet GNU : permettre l’utilisation d’un système entièrement libre et garantir les libertés fondamentales de manière générale.
Depuis le début des années 1990, Richard est régulièrement victime de douleurs aux poignets l’empêchant de contribuer au code comme il le faisait auparavant. Présentement[Quand ?], il participe surtout à propager les libertés du logiciel libre à travers le monde en tenant des conférences ou des actions contre des lois locales.
Ses relations avec les protagonistes du mouvement sont devenues de plus en plus difficiles. L’incarnation de Linus Torvalds en sauveur de l’informatique libre moderne — idée reçue véhiculée par les médias à travers la popularité du projet Linux — agace Stallman. Non seulement car Linus lui-même refuse ce rôle, mais aussi parce que, pour des raisons historiques logiques et sa lutte sans faille depuis le début du mouvement, selon Stallman, ce titre devrait lui revenir.
D’autres comme Eric Raymond l’accusent de discréditer le projet aux yeux des entreprises. Ce dernier a lancé l’expression « open source » en opposition à Richard pour mettre en avant l’aspect technique plutôt que l’aspect éthique. Ayant toujours été intransigeant sur le respect de l’idéologie initiale, Stallman s’oppose à ce terme car il prête à confusion et relègue les libertés aux derniers rangs des priorités. Cependant, si le code source d’un logiciel libre est nécessairement ouvert, le code source d’un logiciel peut parfaitement être ouvert sans être libre. C’était par exemple le cas du BIOS des PC dès 1981, ou des premières versions d'Unix (voir USL contre BSDi (en)).

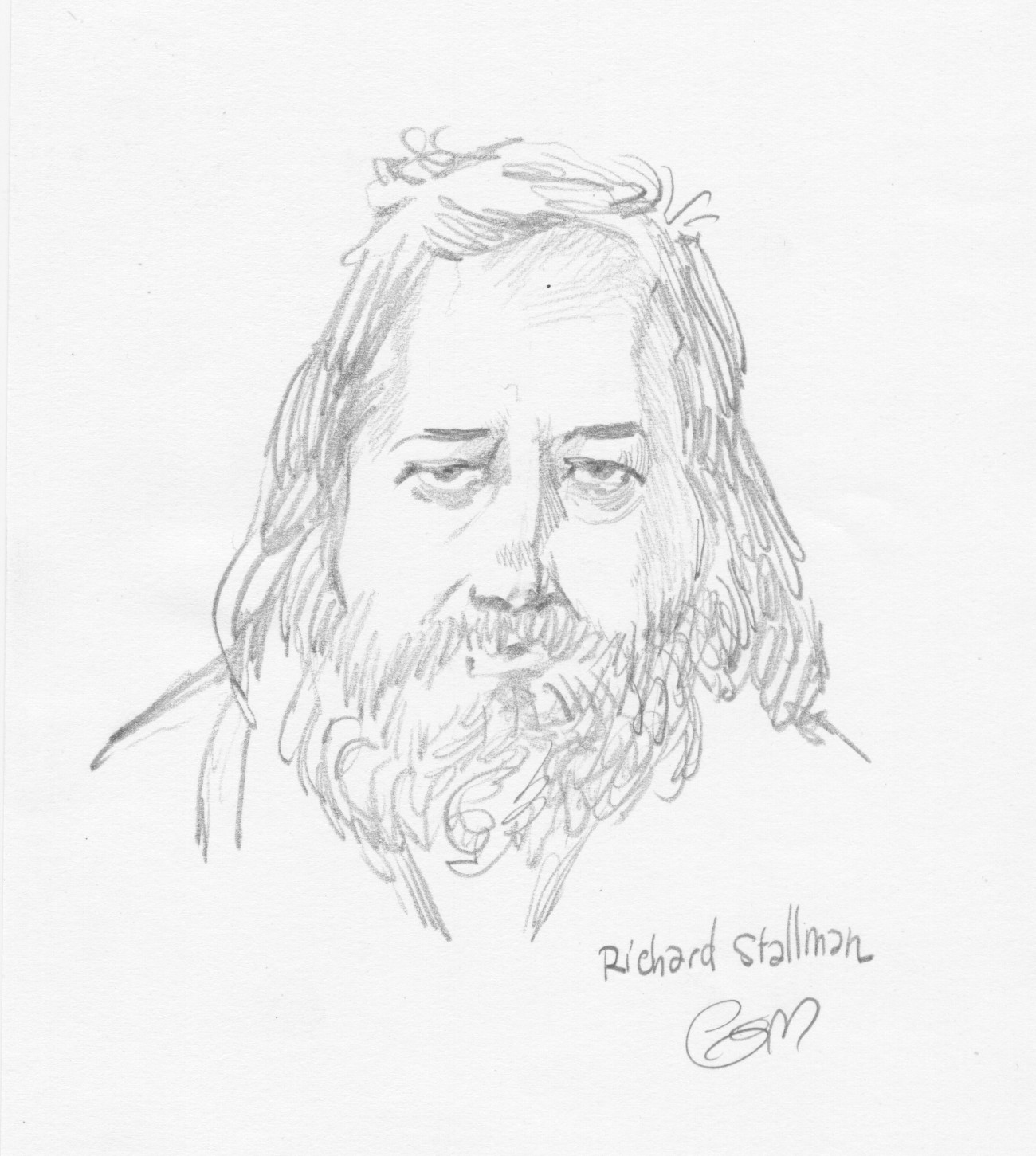
Portrait crayonné de Richard Stallman

### Philosophie et promotion du logiciel libre
Richard Stallman décrit en ces termes sa philosophie : « Je puis expliquer la base philosophique du logiciel libre en trois mots : liberté, égalité, fraternité. Liberté, parce que les utilisateurs sont libres. Égalité, parce qu’ils disposent tous des mêmes libertés. Fraternité, parce que nous encourageons chacun à coopérer dans la communauté,,. » En 1999, Richard Stallman lança dans « The Free Universal Encyclopedia and Learning Resource » les idées à la base de Wikipédia.
Il utilise de nombreux moyens afin de défendre sa philosophie du logiciel libre. Ainsi, sur le plan politique, il est allé à Paris le vendredi 9 juin 2006 afin de présenter une pétition de 165 000 signatures contre la loi DADVSI à l’hôtel Matignon. Mais il y est refoulé, une décision « mûrement réfléchie » selon le chef de la sécurité de la résidence du Premier ministre. Il a défendu la cause du logiciel libre auprès du président équatorien Rafael Correa le 12 décembre 2006. Il a inauguré à Berga la première rue du Logiciel-Libre au monde le 3 juillet 2010. En avril 2017, il a apporté son soutien au candidat Jean-Luc Mélenchon pour l’élection présidentielle française de 2017.
Sur le plan artistique, il a écrit la nouvelle Le Droit de lire, une mise en garde qui se passe dans un avenir où des technologies de contrôle de la copie sont employées pour restreindre la lecture des livres. Il a aussi créé la Free Software Song, un hymne des logiciels libres.
Aussi, il a incarné Saint IGNUcius de l’Église d’Emacs lors d’un événement politique dans les locaux de Bull à Tunis en avril 2012 pour dénoncer la société de la surveillance.

### Critique des licences libres non commerciales
Richard Stallman suggère d’éviter les licences Creative Commons non commerciales BY-NC-SA et BY-NC. Cela n’est pas une opposition au caractère non commercial, qui doit rester possible et fait partie de la liberté de choix des auteurs. La critique repose sur un vide juridique entravant la liberté inhérente à l’esprit des licences libres dans le cas de ces deux licences en particulier. En effet, la mention NC interdit tout usage commercial. Une personne souhaitant en faire un tel usage devrait avoir la liberté d’en demander la permission à l’auteur, mais la possibilité de modification par un grand nombre de personnes rendant l’ensemble des auteurs immense et difficilement identifiable et encore moins joignable : c’est donc une perte de liberté définitive. Il suggère de ne pas permettre de modification dans ce cas, et de remplacer lesdites licences problématiques par les licences BY-ND et BY-NC-ND.

### Critique des logiciels libres dont l'usage nécessite celui d'un logiciel non libre
En avril 2016, Richard Stallman publie un article dans lequel il alerte les lecteurs sur les effets d'un phénomène dont il relate la « récente observation » consistant à imposer l'usage d'un logiciel non libre afin de pouvoir utiliser un logiciel libre. Dans cet article, Richard Stallman développe les raisons pour lesquelles il déconseille l'usage de tels logiciels, en particulier ceux comme celui du projet Odoo, qu'il vise nommément. Richard Stallman déconseille l'usage de ces logiciels entravés selon lui par ce qu'il appelle un « piège diachronique ».

### Critique des logiciels non libres et intrusifs
En mars 2016, il prend position contre Facebook en proposant « d’éliminer le réseau social pour protéger la vie privée des internautes » lors d’une conférence au Québec.

### Controverse et démission du MIT et de la FSF
Durant l’affaire Epstein, l’une des victimes de son réseau de prostitution de mineurs, Virginia Giuffre, déclare dans un témoignage qu’Epstein l’a forcée à avoir des relations sexuelles avec Marvin Minsky, professeur au MIT. En 2019, en défense de Minsky, défunt depuis, Stallman écrit dans une liste de discussion interne du MIT à propos de Virginia Giuffre : « Il est possible d’imaginer de nombreux scénarios, mais le plus plausible est qu’elle s’est présentée comme entièrement consentante. Si Epstein la forçait à avoir des relations sexuelles, il avait toutes les raisons de lui dire de cacher [qu’elle agissait sous la contrainte]. » Il ajoute qu’il est « moralement absurde de définir le viol d’une façon qui dépend de détails mineurs comme le pays où cela s’est produit ou le fait que la victime ait 18 ou 17 ans », sans toutefois prendre la défense d'Epstein. Il le dénoncera d'ailleurs plus tard, le traitant de « violeur en série », « méritant d'être enfermé ».
La presse relaie ces prises de positions, avec d'autres en faveur de l’assouplissement des lois sur la pédopornographie et concernant les relations sexuelles entre adultes et enfants ou adolescents. Cela conduit à sa démission du MIT et du poste de président de la Free Software Foundation,, bien qu’il déplore que les médias ont déformé ses propos. Il annonce ensuite sur son site personnel  avoir changé d'avis au sujet de la sexualité entre enfants et adultes, qu'il dénonce dorénavant.
Il reste cependant à la tête du projet GNU.

### Réintégration de la FSF
En mars 2021, Richard Stallman annonce son retour à la Free Software Foundation. Rapidement, une lettre ouverte est publiée demandant sa démission ainsi que celle de l’ensemble du conseil d’administration de la FSF. Elle est signée par plus de 3 000 personnes et une soixantaine d’organisations comme Creative Commons, la fondation GNOME et Mozilla, avant que le recueil de signatures soit clôturé au 1er avril 2021. En réaction, une autre lettre ouverte, celle-ci en soutien à Stallman, est publiée. Elle demande son maintien à la FSF, tout en affirmant que ses propos et comportements ont été déformés. Début avril 2021, elle est signée par plus de 6 000 personnes,.
À la suite de ces événements, le Conseil du projet Fedora décide d’arrêter tout financement vers toute organisation à la tête de laquelle Richard Stallman se trouverait. Red Hat prend une décision similaire en arrêtant de financer la FSF. Du côté de la FSF, plusieurs membres de la direction de l’organisation annoncent leur démission.
Le 12 avril 2021, le conseil d'administration de la FSF a réaffirmé dans une déclaration sa décision de réintégrer Richard Stallman. À la suite de cette déclaration, Stallman a lui-même publié un article sur le site de la FSF, afin de s'adresser à la communauté du logiciel libre, excusant son comportement en invoquant des compétences sociales limitées.

## Distinctions

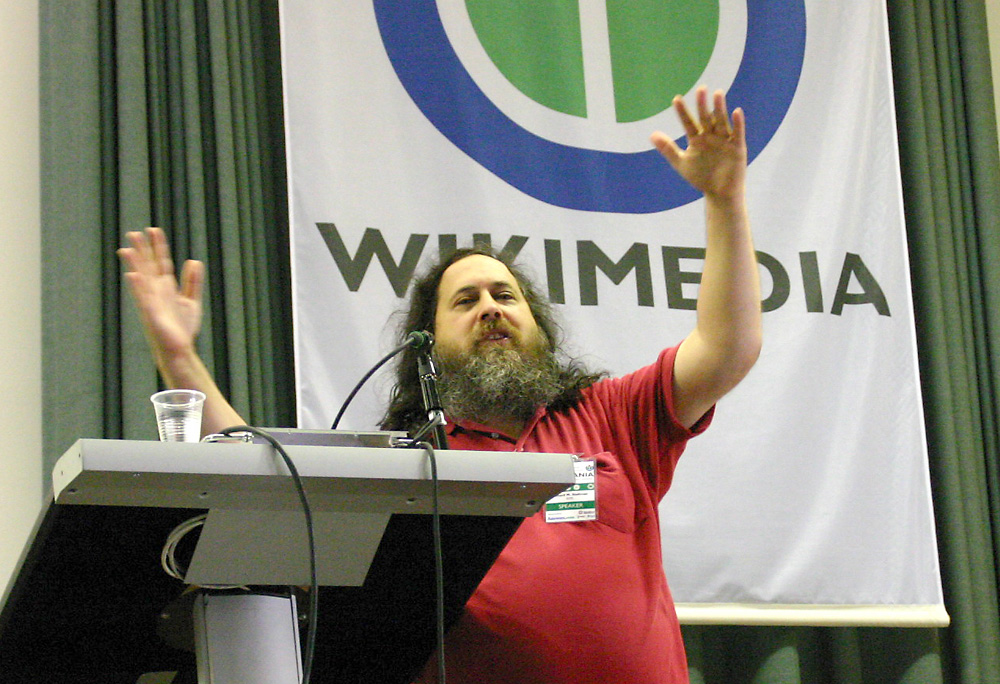
Richard Stallman à Wikimania en 2005 à Francfort-sur-le-Main en Allemagne.

Richard Stallman a reçu de nombreux prix et distinctions au cours de sa vie parmi lesquels :
- 1990 : le prix MacArthur ;
- 1991 : le prix Grace Murray Hopper de l’Association for Computing Machinery « Pour son travail de pionnier dans le développement de EMACS » ;
- 1996 : un premier doctorat honoris causa à l’Institut royal de technologie (Kungliga tekniska högskolan en suédois) de Stockholm en Suède ;
- 1998 : le Pioneer Award de l’Electronic Frontier Foundation ;
- 1999 : le Yuri Rubinsky Memorial Award (en) ;
- 2001 : un deuxième doctorat honoris causa de l’université de Glasgow ;
- 2001 : le prix Takeda de techno-entrepreneuriat pour le bien-être socio-économique[41] ;
- 2002 : membre de l’Académie nationale d'ingénierie des États-Unis ;
- 2003 : troisième doctorat honoris causa de la Vrije Universiteit Brussel ;
- 2004 : quatrième doctorat honoris causa de l’université nationale de Salta (es), Argentine[42] ;
- 2004 : professorat honorifique de l’université nationale d'ingénierie du Pérou ;
- 2005 : prix de la Fondazione Pistoletto (it)[43] ;
- 2007 : prix honorifique de l’université Inca Garcilaso de la Vega (es) ;
- 2007 : cinquième doctorat honoris causa de l’université de Los Angeles de Chimbote ;
- 2007 : sixième doctorat honoris causa de l’université de Pavie ;
- 2008 : septième doctorat honoris causa de l’université nationale de Trujillo, au Pérou ;
- 2009 : huitième doctorat honoris causa de l’université de Lakehead[44],[45] ;
- 2013 : nomination au Temple de la renommée d'Internet dans la catégorie des « innovateurs » ;
- 2014 : neuvième doctorat honoris causa de l'Université Concordia[46] ;
- 2015 : prix Logiciel de l'Association for Computing Machinery ;
- 2016 : dixième doctorat honoris causa de l’université Pierre-et-Marie-Curie[47].

L’astéroïde (9882) Stallman fut nommé en hommage à Richard Stallman, l’astéroïde numéroté 9965 porte le nom du projet GNU.

## Publications
- EMACS: The Extensible, Customizable, Self-Documenting Display Editor, Cambridge, MIT, 1980[50]
- GNU Emacs Manual, GNU Press, 2002[51]
- GNU Make: A program for Directed Compilation, Boston, GNU Press, 2004[52]
- Free Software, Free Society: Selected Essays of Richard M. Stallman, Boston, Massachusetts: GNU Press, 2015[53]